# Norrlands dragonregemente

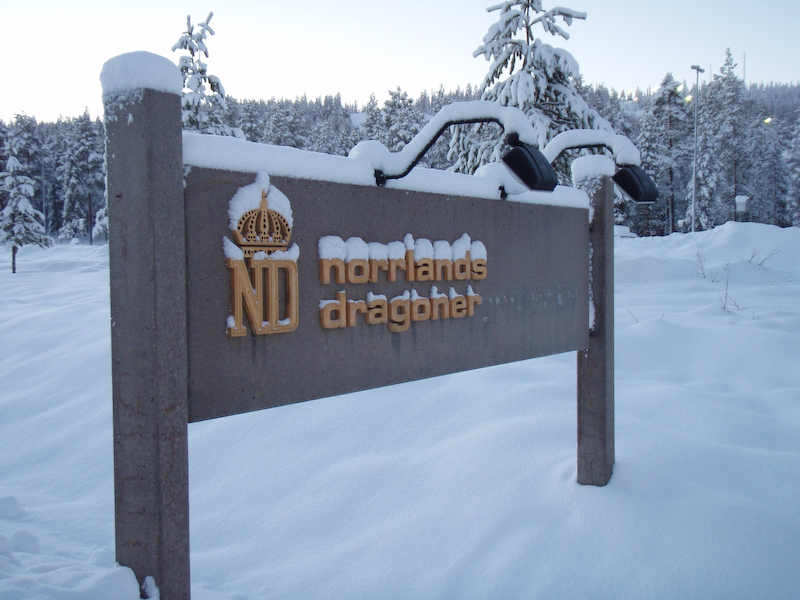
Dawna tablica informacyjna

Norrlands dragonregemente – pułk kawalerii szwedzkiej (dragonów), istniejący w latach 1670–1997 oraz 2000–2004. Jego barwą był niebieski.
W II połowie września 1655 walczył w zwycięskiej dla Szwecji bitwie pod Nowym Dworem (Mazowieckim).
W ostatnim okresie istnienia stacjonował w Arvidsjaur na północy kraju.

## Skład
| 1833 - Livskvadronen - Alsens skvadron | 2004 - Alsens skvadron - Frösö skvadron - Umeå skvadron - Arvidsjaur skvadron |

## Dawne nazwy
- Trondheims Kavalleriregemente 1658–1659
- Norska regementet till häst 1659–1659
- Erik Plantings regemente till häst 1659–1660
- Skånska kavalleriet 1660–1661
- Bohus- Jämtlands kavalleri 1661–1670
- Jämtlands regemente till häst 1670–1674
- Jämtlands kavallerikompani 1674–1770
- Jämtlands kavalleri- eller lätt beridne dragonkompani 1770–1802
- Jämtlands hästjägarskvadron 1802-1830
- Jämtlands hästjägarskvadroner 1830–1834
- Jämtlands hästjägarkår 1834–1892
- Norrlands dragonregemente 1892–1958
- Norrlands dragoner 1958–1980
- Norrlands dragonregemente